# Josef Sellmair
Josef Sellmair (* 21. Februar 1896 in Thalhausen; † 23. Juli 1954 in Ludwigshafen am Rhein) war ein katholischer deutscher Theologe und Pädagoge.

## Leben
Am 21. Februar 1896 wurde Josef Sellmair als Sohn des Landwirtes Joseph und dessen Frau Maria (geborene Fischer) in Thalhausen (heute ein Ortsteil von Kranzberg) geboren. Nachdem er in den Jahren 1902 bis 1909 eine Volksschule in Wippenhausen besucht hatte, besuchte er in Scheyern und Freising von 1909 bis 1912 die Erzbischöflichen Knabenseminare. 1915 wurde er in den Militärdienst zum Ersten Weltkrieg berufen, im nächsten Jahr aber schon schloss er in Freising seine Gymnasialzeit ab. Seit 1917 war er Mitglied der katholischen Studentenverbindung KDStV Aenania München im CV. Die Jahre 1918 bis 1920 verbrachte er im französischen Offiziersgefangenenlager in Uzès, schon 1920 schrieb er sich an der Universität Freising zum Theologie-Studium ein und erhielt am 29. Juni 1922 seine Priesterweihe.
Nachdem Sellmair Kaplan in Oberföhring gewesen war, wurde er 1925 in München Kurat; zwei Jahre danach widmete er sich in Nymphenburg seinem Dienst als Kaplan. 1928  wurde er als Stiftsvikar des Kollegiatstifts St. Kajetan in München investiert. Er erhielt den Doktor-Grad der Theologie sowie der Philosophie und war auch als Religionslehrer tätig. In den Jahren 1934 bis 1937 schrieb Sellmair seine Studien über das Tragische, mit denen er damals die innere Situation vieler an sich und der Zeit leidenden Menschen traf. Sie erschienen 1939 als eines der ersten Bücher im Erich Wewel Verlag und wurden von Helmut Thielicke als »eine erregende Begegnung der Christusbotschaft mit den Mächten der Tragik« begrüßt. »Hat man selber über diesen Dingen lange nachgesonnen, möchte man sagen, daß man auf dieses Buch gewartet habe, wie auf eine große Erfüllung.« Zum Herbst 1945 übernahm er eine Stelle als außerordentlicher Professor der Pädagogik an einer Hochschule in Regensburg, zwei Jahre nachdem schon wechselte er zur Universität München und wohnte in Jetzendorf.
Nach einer längeren Krankheit verstarb Josef Sellmair am 23. Juli 1954 in Ludwigshafen am Rhein und wurde in Wippenhausen beerdigt.

## Werke
- Internatserziehung. Probleme und Aufgaben katholischer Gemeinschaftserziehung (1929/1931)
- Pädagogik des Jansenismus (1932)
- Der Mensch in der Tragik. Erich Wewel Verlag, Krailling vor München 1939, 2., erweiterte Auflage 1941, 3. Auflage 1948; italienische Übersetzung L'uomo nella tragedia 1944, 2. Auflage 1949
- Priester und Mensch (1938; Übersetzungen in Spanisch und Englisch)
- Humanitas Christiana – Geschichte des christlichen Humanismus (1946)
- Tagebuch des Templers (1947)
- Weisheit der Sibylle (1948)
- Lehren der Geschichte (1949)